# Friona frontella
Friona frontella là một loài tò vò trong họ Ichneumonidae.